# Municipio de Aston
El municipio de Aston (en inglés: Aston Township) es un municipio ubicado en el condado de Delaware en el estado estadounidense de Pensilvania. En el año 2000 tenía una población de 16.203 habitantes y una densidad poblacional de 1,091 personas por km².

## Geografía
El municipio de Aston se encuentra ubicado en las coordenadas 39°52′09″N 75°25′50″O / 39.86917, -75.43056.

## Demografía
Según la Oficina del Censo en 2000 los ingresos medios por hogar en la localidad eran de $57,150 y los ingresos medios por familia eran de $64,938. Los hombres tenían unos ingresos medios de $45,585 frente a los $32,512 para las mujeres. La renta per cápita de la localidad era de $23,206. Alrededor del 4,7% de la población estaba por debajo del umbral de pobreza.